# ماريا فورونتسوفا
ماريا فورونتسوفا (بالروسية: Мария Воронцова، الاسم عند الولادة ماريا فلاديميروفنا بوتينا، Мария Владимировна Путина؛ من مواليد 28 أبريل 1985)، والمشار إليها أيضًا باسم ماريا فاسين (بالهولندية: Maria Faassen)، هي أخصائية الغدد الصماء للأطفال، تحمل الجنسية الروسية. هي الابنة الكبرى للرئيس الروسي فلاديمير بوتين.

## النشأة
ولدت ماريا فورونتسوفا في لينينغراد، جمهورية روسيا الاتحادية الاشتراكية السوفيتية (الآن سانت بطرسبرغ، روسيا)، الابنة الكبرى لفلاديمير بوتين و‌لودميلا بوتينا (ني شكريبنيفا). التحقت بمدرسة ألمانية في درسدن بألمانيا الشرقية، بينما عاشت عائلتها هناك في الثمانينيات. بعد أن انتقلت عائلتها إلى سانت بطرسبرغ في ربيع عام 1991، حضرت في بيتيرشوليه (الروسية: «Петершуле»)، صالة للألعاب الرياضية الألمانية في سانت بطرسبرغ. في وقت لاحق، خلال حروب العصابات العنيفة التي ضمت عصابة تامبوف عندما كانت تسيطر على تجارة الطاقة في سانت بطرسبرغ، أرسلها والدها هي وشقيقتها كاترينا، الذي كان يخشى على سلامتهما، إلى ألمانيا حيث كان الوصي القانوني الشتازي السابق ماتياس وارنيغ، الذي عمل مع والدهم في درسدن كجزء من خلية كي جي بي وأنشأوا فرع لبنك درسدن في سان بطرسبرغ.
عزفت على الكمان للقنصلية الروسية العامة في هامبورغ برعاية إفطار دبلوماسي في عام 1995. لاحقًا، بعد انتقال عائلتها إلى موسكو، التحقت بالمدرسة الألمانية في موسكو، وهي مدرسة مرتبطة ارتباطًا وثيقًا بالسفارة الألمانية في موسكو لأبناء الدبلوماسيين الذين كان لديهم العديد من الطلاب مع عائلات من سويسرا و‌النمسا و‌ألمانيا. تخرجت بعد 11 عامًا من المدرسة. بعد ثلاث سنوات، بدأت دراستها الجامعية بالتسجيل مع أختها كاترينا كطلاب في السنة الأولى.

## دراسات
درست فورونتسوفا علم الأحياء في جامعة سانت بطرسبرغ الحكومية وتخرجت من كلية الطب في جامعة موسكو الحكومية في عام 2011. مع إيفان إيفانوفيتش ديدوف (الروسية: Иван Иванович Дедов) كمستشارة له، كانت طالبة دكتوراه في مركز أبحاث الغدد الصماء في موسكو، برئاسة ديدوف والذي يدير مشروع Alfa-Endo الخيري للأطفال المصابين بأمراض الغدد الصماء. يتم تمويل Alfa-Endo من قِبل بيتر أفين و‌ألفا بنك المؤسس من قِبل ميخائيل ماراتوڤيتش فريدمان والتابع لمجموعة ألفا.
بين عامي 2013 و 2015، شاركت فورونتسوفا في تأليف خمس دراسات بما في ذلك «حالة نظام مضادات الأكسدة في الدم في المرضى الذين يعانون من ضخامة الأطراف النشطة». كما شاركت في عام 2015 في تأليف كتاب عن التقزم مجهول السبب عند الأطفال. يُنسب الفضل إلى فورونتسوفا في كونها مستشار بوتين في الهندسة الوراثية، وخاصة في استخدام كريسبر لإنشاء أطفال معدلين وراثيًا.

## الإهتمامات
في عام 2016، من بين الكتّاب المفضلين لدى فورونتسوفا ألدوس هكسلي، و‌آرثر غولدن، مؤلفة مذكرات فتاة الغيشا، و‌هرمان هيسه والعديد من الأفلام التي تستمتع بها هي Dune و The Matrix و Chocolat.
أثناء التحاقها بمدرسة الدراسات العليا في موسكو، استمتعت هي وأصدقاؤها بالأنشطة في منتجع قرية وادي غاشتاين النمساوية المعروفة أيضًا باسم «جبال الألب مونتي كارلو» (الروسية: «альпийский Монте-Карло»).

## الحياة الشخصية
فورونتسوفا متزوجة من رجل الأعمال الهولندي يوريت يوست فاسين (مواليد 1980). هو من عائلة الرسام الهولندي كاسبر فاسين. درس الهندسة المعمارية في جامعة لاهاي للعلوم التطبيقية وتخرج منها عام 2004. في 15 أبريل 2006، انتقل إلى موسكو حيث كان مديرًا في ستروي ترانس جاز لكنه ترك هذا المنصب لتولي منصبًا رفيعًا في عام 2007 في شركة غازبروم، حيث لم يعد يعمل. كان نائب رئيس MEF Audit، وهي مجموعة استشارية روسية، حتى منتصف عام 2015 عندما حذف MEF Audit اسمه من موقعه على الإنترنت.
في 14 نوفمبر 2010، على طول طريق روبلوفسكايه السريع (الروسية: Рублёвское шоссе) بالقرب من موسكو، تعرض يوريت فاسين للضرب على أيدي أربعة حراس شخصيين للمصرفي الروسي ماتفي أورين، الشريك في ملكية ترادو بنك (الروسية: АКБ «Традо-Банка» (ЗАО))، رئيس بنك بريز سابقًا (الروسية: «Бриз-Банка») ومرتبطًا بأربعة بنوك أخرى في موسكو، أفلست ستة منها لاحقًا. بعد نصف ساعة من حدوث ذلك، تم اعتقال أورين ثم سجنه لاحقًا في سجن بيتالك وفقد ثروته وممتلكاته الشاسعة.
في عام 2013، كانت فورونتسوفا وفاسين تعيشان في شقة بنتهاوس فوق أعلى مبنى سكني في فورسخوتن في هولندا، ولكن في عام 2015 ورد أنهما يعيشان في موسكو.